# Smålands enskilda banks byggnad i Högsby
Smålands enskilda banks byggnad i Högsby är  ett tidigare bankhus för Smålands enskilda bank i Högsby i Kalmar län. Byggnaden ritades av J. Fred Olson och uppfördes  1920 vid Storgatan, nära Högsby kyrka. Det låg snett emot Hotell Morén vid stationssamhällets huvudgata, Storgatan.
Byggnaden uppfördes i reveterat tegel i två våningar mot gatan och tre våningar not Emån. Inredningen av banklokalen i nedervåningen var i mörkbonad, grågrön ek. På övre våningen låg bankföreståndarens bostad på fyra rum och kök. 
I huset ligger idag Greta Garbo-museet i Högsby.